# استادیوم کریکت شارجه
استادیوم کریکت شارجه یا ستدیوم کریکت شارجه (به عربی: لشارقة جمعية ملعب الكريكيت) در شارجه در کشور امارات قرار دارد. این استادیوم در اوایل دهه ۱۹۸۰ ساخته شده است.